# Santiago de Anaya (kommun)
Santiago de Anaya är en kommun i Mexiko.   Den ligger i delstaten Hidalgo, i den sydöstra delen av landet, 110 km norr om huvudstaden Mexico City.
Följande samhällen finns i Santiago de Anaya:
- Santiago de Anaya
- Cerritos
- El Mezquital
- Xitzo
- Guerrero
- Zaragoza
- Jagüey
- El Encino
- Ejido el Mezquital